# Corporate Venture Capital
Corporate Venture Capital bezeichnet eine Variante des Venture Capital, bei dem das zur Finanzierung eines zumeist jungen Unternehmens benötigte Eigenkapital von einem nicht im Finanzbereich tätigen Unternehmen zur Verfügung gestellt wird. Diese Form der Unternehmensfinanzierung erfolgt entweder in Ausgründungsprojekten des finanzierenden Unternehmens oder externen Unternehmen im Sinne von Start-ups.

## Historische Entwicklung
Während Corporate Venture Capital in den USA bereits seit den 1960er Jahren eine gängige Form der Unternehmensfinanzierung darstellt, wurde sie in Deutschland erst in den 1990er Jahren populär. Als wohl erstes deutsches Unternehmen, das mittels Corporate Venture Capital Unternehmen finanzierte, kann wohl die Deutsche Telekom gelten, die 1997 ein entsprechendes Programm auflegte. In der Folge beteiligten sich weitere Unternehmen, wie BASF, Siemens und Sixt mit entsprechenden Programmen.
Während des Dot-com-Booms gegen Ende der 1990er Jahre erlebte Corporate Venture Capital eine steigende Beliebtheit, die nach dessen Ende zunächst merklich abklang. Zwischenzeitlich existieren zahlreiche Corporate Venture Capital Programme zumeist größerer Unternehmen, die eine Finanzierungsmöglichkeit für vornehmlich junge Unternehmen bieten.

## Ziele und Funktionen
Im Unterschied zu Wagnisfinanzierungen, die von Wagniskapitalgebern mit dem wesentlichen Ziel der Renditeerzielung ausgegeben werden, verfolgt Corporate Venture Capital daneben und zumeist übergeordnet strategische Ziele: Etablierte Unternehmen nutzen diese Finanzierungsmöglichkeit zur Entwicklung neuer Technologien („Window on Technology“), neuer Geschäftsmodelle und/oder zum Kennenlernen weiterer Märkte bzw. zur Diversifikation. Zumeist wird Corporate Venture Capital daher in Unternehmen investiert, die im Verhältnis zum kapitalgebenden Unternehmen komplementäre Produkte oder Dienstleistungen entwickeln bzw. anbieten. Bisweilen wird durch Corporate Venture Capital auch das Ziel verfolgt, Wettbewerbern in einem spezifischen Markt zuvorzukommen.
Umgekehrt erhoffen sich junge Unternehmen durch die Finanzierung mittels Corporate Venture Capital über den reinen Finanzierungsaspekt hinaus einen Zugang zu technologischem Know-how, Vertriebskanälen und Kooperationspartnern. Eine Investition eines etablierten Unternehmens soll daneben häufig zum Reputationsgewinn des jungen Unternehmens beitragen, dass sich das Vertrauen des Marktes in die eigenen Produkte oder Dienstleistungen erst erarbeiten muss.

## Struktur von Corporate Venture Capital Programmen
Corporate Venture Capital wird überwiegend in struktureller Hinsicht in zwei unterschiedlichen Varianten an junge Unternehmen ausgegeben. Die erste Variante ist diejenige, dass sich das kapitalgebende Unternehmen unmittelbar an dem kapitalsuchenden Unternehmen gesellschaftsrechtlich beteiligt. Der Vorteil dieser Variante liegt in dem geringeren Struktur- und Administrationsaufwand des kapitalgebenden Unternehmens, weil das junge Unternehmen bereits bestehende Organisationseinheiten des kapitalgebenden Unternehmens mitbenutzen kann. Nachteile bestehen allerdings insofern, als häufig mehrseitige Motivationsprobleme durch diese Variante entstehen und zugleich Risiken des jungen Unternehmens bzw. dessen Geschäftstätigkeit in geringerem Maße vom kapitalgebenden Unternehmen ferngehalten werden können. Ferner führt die Vermischung von Ressourcen des kapitalgebenden und des kapitalsuchenden Unternehmens typischerweise zu Schwierigkeiten in der Unternehmensbewertung, sofern ein Verkauf einer solchen Unternehmensbeteiligung angestrebt wird.
In Deutschland gängiger ist daher die zweite Variante, in der das kapitalgebende Unternehmen innerhalb seines Betriebes eine eigenständige Organisationseinheit unter eigener Rechtspersönlichkeit (etwa in Gestalt einer eigens gegründeten GmbH) schafft, die sich ihrerseits an jungen Unternehmen gesellschaftsrechtlich beteiligt.

## Risiken
Neben Chancen bestehen für beide an einer Corporate Venture Capital Transaktion beteiligten Unternehmen Risiken: Aus der Sicht des kapitalgebenden Unternehmens kann ein potentieller Misserfolg des jungen Unternehmens zu einer Reputationsschädigung führen. Ferner besteht die Möglichkeit, sofern das kapitalgebende Unternehmen Technologie des jungen Unternehmens in die eigene Vermarktung einbezieht, dass es zu einem späteren Zeitpunkt in Schwierigkeiten gerät, Konkurrenzprodukte oder -dienstleistungen eines zum jungen Unternehmen in Wettbewerb stehenden Unternehmens in die Vermarktung einbeziehen zu können. Es besteht also aus der Sicht des kapitalgebenden Unternehmens unter Umständen eine ungünstige Bindung.
Aus der Perspektive des jungen Unternehmens können sich neben etwaigen Problemen im Bereich der Umsetzung der vom jungen Unternehmen erwarteten über die finanzielle Seite hinausgehenden Unterstützung vor allem Probleme bei einem eventuellen Exit – also einem Verkauf des Unternehmens – ergeben. Dem Verkauf an einen Wettbewerber des kapitalgebenden Unternehmens wird dieses eher nicht zustimmen, ein Verkauf an das kapitalgebende Unternehmen selbst beinhaltet strukturell die Ausgangssituation, dass ein Verkauf an einen sog. Insider erfolgen soll, der das junge Unternehmen gut kennt und daher mit stärkerer Position in Kaufpreisverhandlungen auftreten wird.